# Приключения на Тортуге
«Приключения на Тортуге» (итал. L'avventuriero della Tortuga) — итальянский приключенческий фильм 1965 года, снятый режиссёром Луиджи Капуано по роману Эмилио Сальгари.

## Сюжет
Капитан пиратов — Педро Вальверде нашёл безопасный способ обогащения на суше. Он находит невесту с положением в обществе и назначает свадьбу. В самый решающий момент появляется его команда, которая грабит всех приглашённых на свадьбу гостей, оставляя их без дорогих украшений и свадебных подарков. Пиратам необходимо много денег, чтобы их флаг снова развивался над Тортугой. К разочарованию главаря пиратов, его авантюра длилась недолго. В окрестностях закончились подходящие невесты, кроме одной — принцессы Соледад Кинтеро, рождённой от испанского дворянина и знатной индианки. Педро Вальверде узнаёт, что Соледад является наследницей несметных сокровищ, которыми хочет завладеть губернатор Альфонсо де Монтелимар. Капитан-авантюрист и его команда пиратов следуют за губернатором и принцессой на Дарьен, где у Соледад должна состояться встреча с индейцами…

## В ролях
| Актёр             | Роль                   |
| ----------------- | ---------------------- |
| Гай Мэдисон       | Альфонсо де Монтелимар |
| Ингеборг Шёнер    | Соледад Кинтеро        |
| Рик Батталья      | Педро Вальверде        |
| Надя Грей         | Донья Розита           |
| Андреа Аурели     | Энрико Вальехо         |
| Альдо Буфи Ланди  | Мендоса                |
| Мино Доро         | Тарсариос              |
| Линда Сини        | Пакита                 |
| Джулио Маркетти   | отец невесты           |
| Джулио Баттиферри | пират                  |
| Альдо Кристиани   | Фернандес              |
| Рикардо Пацутти   | пират                  |

## Съёмочная группа
- Режиссёр: Луиджи Капуано
- Продюсер: Нино Баттиферри
- Сценаристы: Фернандо Черкио, Арпад Де Ризо, Оттавио Поджи, Луиджи Капуано
- Оператор: Гульельмо Манкони
- Композитор: Карло Рустикелли